# Global Virus Network

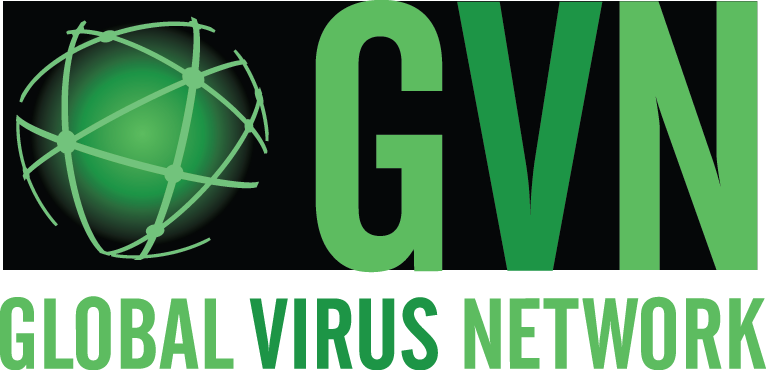
Il Logo della Global Virus Network

Il Global Virus Network (GVN) è una coalizione internazionale di virologi con l'obiettivo di aiutare la comunità medica internazionale migliorando il rilevamento e la gestione di malattie virali.
La rete è stata fondata nel 2011 da Robert Gallo in collaborazione con William Hall e Reinhard Kurth, e 24 nazioni sono membri di questa rete (2015) 
La GVN promuove la ricerca nei virus che cusano malattie umane per promuover lo sviluppo di una diagnostica e di vaccini antivirali e la sua missione include il rafforzamento della formazione scientifica e dei meccanismi di risposta alle epidemie virali.
LA GVN ha organizzato task force per le epidemie di chikungunya, HTLV, e Zika.
La rete ha sede nell'Istituto di Virologia umana della University of Maryland School of Medicine e Gallo ne è il direttore scientifico.

## Centri

### Medio Oriente:[1]
- Israele: Università di Tel Aviv

### Africa meridionale e orientale:[1]
- Sudafrica
- Uganda.

### Europa e Eurasia[1]
- Irlanda - University College Dublin
- Germania: Robert Koch Institute Berlin; Università tecnica di Monaco; Università di Marburgo
- Belgio: Consorzio Nord-europeo, Gembloux Agro-Bio Tech
- Italia: Consorzio italiano – Università di Verona
- Svezia: Consorzio baltico-scandinavo, Istituto Karolinska
- Regno Unito: MRC-University of Glasgow, Scotland; The Pirbright Institute, Surrey
- Spagna: Centro de Biología Molecular Severo Ochoa (CBMSO), Madrid; Centre de Recerca en Sanitat Animal (CReSA), Barcelona
- Russia: Centro di Mosca per la prevenzione e il trattamento di HIV/AIDS
- Paesi Bassi
- Scozia
- Francia

#### Asia:[1]
- Cina: Consorzio cinese – Chinese Centers for Disease Control

- India: Institute of Advanced Virology, Kerala

#### Nord e Sud America:[1]
- Stati Uniti
  - Maryland: Institute of Human Virology at the University of Maryland School of Medicine; Johns Hopkins Bloomberg School of Public Health; J. Craig Venter Institute, Rockville
  - New York: Icahn School of Medicine at Mount Sinai; University of Rochester Medical Center; University of Buffalo
  - California: University of California San Francisco; Scripps Research Institute
  - Colorado: Colorado State University, Fort Collins
  - Michigan: University of Michigan
  - Pennsylvania: University of Pittsburgh Cancer Institute
  - Texas: UTMB Institute for Human Infections and Immunity, Galveston National Laboratory
- Argentina: IBBM – Universidad Nacional de La Plata